# Chlístov (ort i Tjeckien, Vysočina)
Chlístov är en ort i Tjeckien.   Den ligger i regionen Vysočina, i den centrala delen av landet, 140 km sydost om huvudstaden Prag. Chlístov ligger 575 meter över havet och antalet invånare är 225.
Terrängen runt Chlístov är huvudsakligen platt, men norrut är den kuperad. Terrängen runt Chlístov sluttar österut.Runt Chlístov är det ganska glesbefolkat, med 43 invånare per kvadratkilometer. Närmaste större samhälle är Třebíč, 10,1 km öster om Chlístov. I omgivningarna runt Chlístov växer i huvudsak blandskog.